# Giuseppe Astuni
Giuseppe Astuni (* 25. Oktober 1830 in Castellammare di Stabia; † 21. Februar 1911) war ein italienischer römisch-katholischer Geistlicher und Bischof.

## Leben
Giuseppe Astuni empfing nach dem Studium der Philosophie und der Katholischen Theologie am 10. Juni 1854 das Sakrament der Priesterweihe für das Bistum Castellammare di Stabia. Astuni war als Kanzler der Kurie und als Regens des Priesterseminars in Castellammare di Stabia tätig. Später wirkte er als Generalvikar des Bistums Castellammare di Stabia. Daneben war er Domherr an der Kathedrale Santissima Maria Assunta e San Catello in Castellammare di Stabia sowie Cellerar, ab 1899 Präzentor und ab 1900 schließlich Archidiakon des Domkapitels. Außerdem wurde ihm der päpstliche Ehrentitel Apostolischer Protonotar verliehen.
Am 21. Januar 1903 ernannte ihn Papst Leo XIII. zudem zum Titularbischof von Hierocaesarea. Der Bischof von Castellammare di Stabia, Michele de Jorio, spendete ihm am 22. Februar desselben Jahres die Bischofsweihe; Mitkonsekratoren waren die Weihbischöfe in Neapel, Ernesto Angiulli und Giuseppe Cigliano.